# دالي روجرز مارشال
دالي روجرز مارشال (بالإنجليزية: Dale Rogers Marshall)‏ هي عالمة سياسة أمريكية، ولدت في 1937.